# Romanul egiptean - direcții generale de evoluție
În prima jumătate a secolului XX, producția romanescă arabă era caracterizată de un monopol egiptean, remarcabil atât prin prisma cantității, cât și datorită calității excepționale a operelor. În Egipt, romanul, ca specie literară, se poate lăuda cu o istorie îndelungată, timp în care s-au diferențiat diverse etape majore de dezvoltare. 

## Pionierii
Etapa incipientă a romanului egiptean este profund marcată de revoluția din 1919, când definitorii erau afirmarea identității culturale și abordarea unei viziuni optimiste despre viitor. 

### Zorii romanului egiptean
Un subiect nelipsit de controversă este reprezentat de începuturile romanului egiptean. Prin convenție, s-a stabilit că debutează cu Zaynab, al cărui autor este Muhammad Husayn Haykal, însă nu toți criticii împărtășesc această opinie. Publicat în 1914, acesta și-a câștigat titlul de primul roman arab „matur”, datorită aparentelor inovații la nivel tematic. Ceea ce îi dădea o notă distinctivă era puritatea culturală, caracterul egiptean nealterat, lipsit de influențele occidentale care i s-ar fi putut atribui, dat fiind faptul că, în perioada conceperii romanului, Haykal studia dreptul în Europa. Mai mult, romanul surprinde folosirea în premieră a arabei colocviale în cadrul dialogurilor. Pe de altă parte, există atestări din secolul XIX, care dovedesc că, în jurul anului 1890, existau deja publicații similare în proză. Totodată, este contestată și originalitatea tematicii romanului, care, se pare, nu era primul din vremea lui ce aborda viața cotidiană a țăranilor și virtutea femeilor egiptene. Dintre operele cu tematică similară, publicate anterior, merită menționate Al-Fatat al-Rifiyya (Fetele de la țară), de Mahmud Khayrat sau Fatat Misr (Fetele Egiptului), de Ya‘qub Sarruf, ambele publicate în 1905. 
Dezbaterile referitoare la originalitate romanului Zaynab nu au apărut odată cu apariția lui, în 1914, ci au luat amploare în timp. Un rol crucial în acest sens l-au avut republicarea și reproducerea sa cinematografică în 1930, când romanul a revenit în atenția publicului, fiind promovat, de altfel, ca o inovație în domeniu. 
Romanul se bazează pe două fire narative. Primul se concentrează asupra lui Zaynab, fată de la țară, iar cel de-al doilea asupra lui Hamid, fiul moșierului, cu care Zaynab flirtează. Cele două planuri se desfășoară pe fundalul mediului rural, fapt ce indică nostalgia autorului față de locurile sale de baștină. Tematica include protejarea sentimentelor în detrimentul normelor morale impuse de societate, aspect ce determină influența romantică a operei, dar se realizează, totodată, și o monografie a satului egiptean, în care țăranii suferă din cauza sărăciei și a nedreptăților. 

### Autobiografia
O altă contribuție la fundamentarea unei tradiții în materie de roman egiptean a fost adusă de Taha Hussein, prin opera Al-Ayyam. Publicat în trei părți (în 1929, 1932 și, respectiv, 1967) , romanul ilustrează viața autorului, începând cu perioada copilăriei și încheindu-se la vârsta de 13 ani, când Hussein merge la Cairo pentru a studia la Al-Azhar . Autobiografia sa reprezintă, așadar, bildungsromanul unui copil orb, care trece prin diferite etape, devenind conștient de sine și de realitatea care îl înconjoară. 
Relatarea se face la persoana a treia, beneficiind de o notă subtilă de ironie din partea autorului, care se detașează de protagonist, pe care îl numește „băiatul” sau, mai târziu, „tânărul”. Mai mult, romanul este, în principal, scris în araba literară. Deși inserează pe alocuri replici în dialect, pentru a genera un efect comic și a păstra autenticitatea dialogului, Hussein nu preferă această practică. 
 Ba mai mult, el are o poziție foarte fermă când vine vorba despre limbajul colocvial: “I am and shall remain, unalterably opposed to those who regard the colloquial as a suitable instrument for mutual [...] because l simply cannot tolerate any squandering of the heritage, however slight, that classical Arabic has preserved for us.”

Urmărind firul epic, cititorul devine părtaș la aventurile „băiatului”, care trece treptat de la statutul de „sheik”, datorat memorării Coranului la vârsta de 9 ani, la experiența oferită de Al-Azhar și la perioada post-universitate, în care ia contact și cu Occidentul.  Impactul acestui roman reiese, în mod evident, din faptul că a fost tradus în cel puțin nouă limbi, incluzând chineza, rusa și ebraica. 

### Romanul istoric
Acesta constituie un alt reper al etapei de pionierat romanesc, marcat, în 1926, de publicarea romanului Ibnat al-mamluk (Fiica mamelucului), de Muhammad Farid Abu Hadid, care combină elementele romantice cu cele istorice. Romanul este ancorat temporal în vremea conducerii Muhammad Ali, când confruntările cu mamelucii erau acerbe. 
Următorul exponent al pionierilor este Tawfiq al-Hakim, autorul a trei romane relevante pentru cultura egipteană: Awdat al-ruh - 1933 (Întoarcerea sufletului), Usfur min al-sharq – 1938 (Pasărea Orientului) și Yawmiyyat na’ib fi’l-aryaf (Jurnalele de țară ale unui procuror). Primul roman a fost considerat un adevărat pas înainte în dezvoltarea literaturii arabe, fiind o mostră veritabilă de realism social, presărat cu umor morbid. Acțiunea are loc în Cairo și se concentrează pe viața unei familii egiptene de condiție medie, din care provine protagonistul - Muhsin, precum și celelalte personaje – cei doi unchi ai lui Muhsin, Hanafi și Abduh, mătușa Zanubba sau fratele vitreg Salim. Protagonistul este chiar reprezentantul lui al-Hakim, după cum însuși autorul a recunoscut. 
A doua operă - Usfur min al-sharq, promovează tema contrastului dintre Orient și Occident, exploatat prin prisma anilor de studenție ai protagonistului, același Muhsin, la Paris. Contrastul menționat se referă la ciocnirea dintre Vestul materialist și Estul spiritual, la care numeroși studenți arabi sunt martori în timpul studiilor în străinătate. În final, al treilea roman al lui al-Ḥakim - Yawmiyyat na’ib fi’l-aryaf, este bazat pe investigațiile realizate de un procuror în urma unei crime. Subiectul romanului urmărește, totdată, și discrepanțele între cuvântul legii, pe care procurorul o reprezintă, și modul în care aceasta se aplică în mediul rural. 
Ultimul pionier este considerat Mahmud Tahir Lashin, cu romanul Hawwa’ bila adam (Eva fără Adam), în care tema centrală este oscilația între rațiune și simțire. Protagonista este Hawwa’, o profesoară care își dedică viața educației și emancipării femeii, fără a da curs sentimentelor, ajungând, însă, să se îndrăgostească de Ramzi. 

## Realiștii
Curentul realist și-a făcut simțită prezența în jurul anilor 1940, deceniul debutând cu un mare interes pentru romanul istoric și afirmarea identității culturale. În contrast cu pionieratul, reprezentanții acestui curent au avut drept fundal degradarea politică, dictatura dură, precum și insuccesul instaurării independenței. Avantajul consta, însă, în faptul că cititorul devenise mai rafinat, deci interesat de analiza socială și politică și de schimbările culturale de pe scena egipteană. Limbajul folosit devine mai flexibil, iar araba literară câștigă un loc de onoare. 
Naghib Mahfuz este, fără îndoială, exponentul realismului egiptean, publicând trei capodopere în acest sens – toate reunite în Trilogia Cairo: Bayn al-Qasrayn, Qasr al-Shawq și Al-Sukkariyyah. Trilogia, pentru care Mahfuz a câștigat și Premiul Nobel pentru literatură, redă povestea unei familii musulmane cairote, în timpul ocupației britanice de la începutul secolului XX. Cele trei romane urmăresc trei generații, marcate de tirania patriarhală a lui Al-Sayyid Ahmad ‘Abd al-Jawad, care, își conduce familia cu o mână de fier. Primul roman, Bayn al-Qasrayn, o are în prim-plan pe soție, Amina, pe fiice, Aisha și Khadija, dar și pe cei trei fii, Fahmy, Yasin și Kamal, care încearcă, pe parcursul celui de-al doilea roman, să scape de sub dominația paternă, încurajați fiind de modernitatea și freamătul anilor 1920. Al-Sukkariyyah surprinde evoluția dramatică a realității, întrucât bătrânul Al-Sayyid își vede nepoții alăturându-se comunismului și fundamentalismului. Destinul familiei se suprapune, așadar, schimbărilor petrecute în societatea egipteană între cele două războaie mondiale. 

## Romanticii
Sfârșitul anilor 40 este caracterizat de emergența iubirii ca temă centrală, uneori instrumentată drept mijloc de evadare a realității. Numele asociate acestui curent sunt Yusuf al-Sibaˁi, Muhammad ˁAbd al-Halim ˁAbdallah și Ihsan ˁAbd al-Quddus, din care poate cel mai controversat este ultimul. Al-Quddus scrie romane dedicate, în general, luptei tinerelor fete pentru a se elibera de constrângerile emoționale și sexuale. 

## Suprarealismul
Modernitatea a adus cu ea nevoia de exprimare a nemulțumirii profunde și a deziluziei cauzate de eșecul revoluției, care, în loc să îmbunătățească situația socială, a atras sărăcia sau corupția. Cum Naghib Mahfuz domină literatura egipteană a anilor 60, este demn de menționat că i se atribuie și un roman suprarealist - Awlad ḥaratina – 1959 (Băieții de pe strada noastră), în care eroul este în căutare de răspunsuri la întrebări existențiale. Romanul introduce alegoria în ficțiunea arabă, exploatând diverse povestiri religioase, precum viețile lui Moise, Iisus sau Muhammad, în așa fel încât să scoată în evidență două aspecte – lupta pentru dreptatea socială și problematica existenței lui Dumnezeu. În paralel, este ilustrată și nevoia unei reforme politice și economice, care să schimbe în bine o lume tulburată de violență.  

## Maturitatea romanului egiptean
Începând cu anii 60, numeroși autori egipteni încep să își contureze individualități și viziuni specifice. Romanul atinge apogeul prin prisma recunoașterii internaționale a operelor lui Mahfuz, care câștigă, în 1988, Premiul Nobel pentru Literatură. Pe lângă acesta, un alt autor prolific al generației a fost Muhammad Yusuf al-Quˁayyid, cu romanul reprezentativ Al-Hidad (Doliul). În această etapă, temele abordate sunt extrem de variate, barierele lingvistice dintre araba literară și dialecte fiind doborâte. Tehnicile implicate în crearea romanelor devin din ce în ce mai sofisticate, însă se are întotdeauna în vedere loialitatea cu care autorii continuă să exploateze trecerea societății de la tradiție la modernitate, de la valori spirituale la superficialitate. 